# سیارک ۳۴۴۳
سیارک ۳۴۴۳ (به انگلیسی: 3443 Leetsungdao، نامگذاری:1979SB1) سه هزار و چهارصد و چهل و سومین سیارک کشف شده‌است که در ۲۶ سپتامبر ۱۹۷۹ کشف شد.
قدر مطلق سیارک برابر ۱۳٫۳۰ است.